# Alexandre de Laflotte
Alexandre de Laflotte (1766-1794) fut, sous la Révolution française, un chargé des affaires de la République française à Florence, mais fut expulsé en octobre 1793.
De retour en France il fut suspecté et emprisonné. Il propose ses services comme « indicateur » au Comité de sûreté générale. Après la chute de Maximilien de Robespierre le 9 thermidor an II (27 juillet 1794), il tenta de se justifier dans une publication, mais fut peu convaincant sur son rôle dans l'affaire de la Conspiration des prisons.

## Sources
- Révolution française de Jules Michelet